# Sólyomkővár község
Sólyomkővár község (románul: Comuna Șinteu) község Bihar megyében, Romániában. Központja Sólyomkővár, beosztott falvai Almaszeghuta, Forduló, Hármaspatak.

## Népessége
A 2011-es népszámlálás adatai alapján a község népessége 1021 fő volt.